# Sébastien Bonnecroy

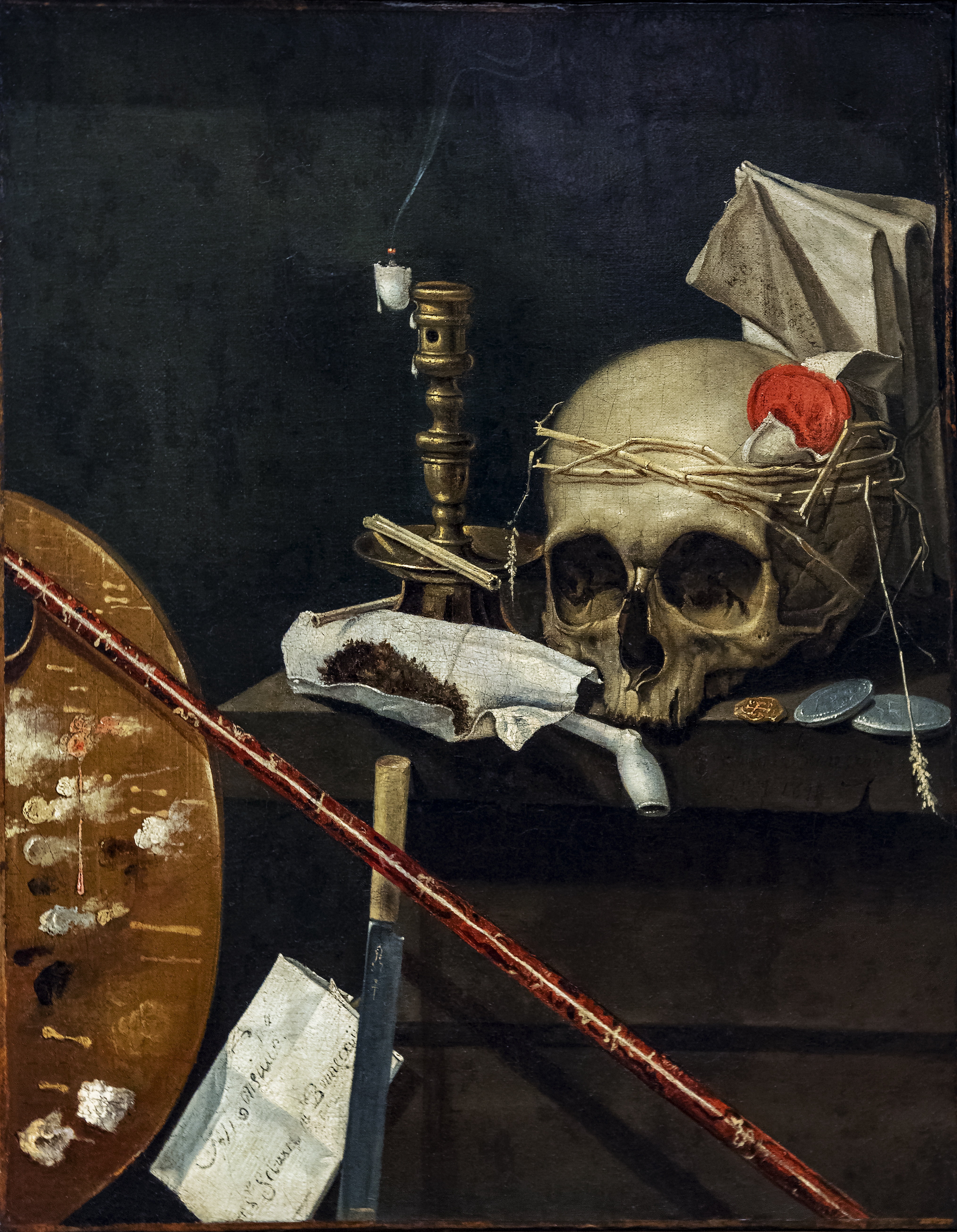
Vanitas (1641), Museo de Bellas Artes de Estrasburgo

Sébastien Bonnecroy o Sebastiaen Bonnecroy (f. c. 1668-1688) fue un pintor flamenco. 

## Biografía
Se tienen escasos datos biográficos de este artista. Activo entre 1641 y 1668, se cree que murió en La Haya. Fue miembro de la comunidad de pintores flamencos de Saint-Germain-des-Prés, junto con artistas como N.L. Peschier y Sebastian Stoskopff. Fue autor preferentemente de retratos, trampantojos y, sobre todo, vanitas, un tipo de bodegón que hace referencia a la fugacidad de la vida y la inevitabilidad de la muerte, género en el que estuvo influido por Cornelis Norbertus Gysbrechts y Jean-François de Le Motte.
Entre sus obras cabe destacar: Vanitas (1641, Museo de Bellas Artes de Estrasburgo) y Vanitas: una calavera, un violín, una taza volcada, libros, cartas del tarot, un reloj de bolsillo, una pipa de arcilla, un cono y una bolsa de tabaco en un plato de peltre, en una mesa de madera cubierta con una alfombra (colección privada).